# Ocyptamus dimidiatus
Ocyptamus dimidiatus là một loài ruồi trong họ Ruồi giả ong (Syrphidae). Loài này được Fabricius mô tả khoa học đầu tiên năm 1781. Ocyptamus dimidiatus phân bố ở vùng Tân Nhiệt đới